# Cihangir Berker
Cihangir Berker, né en 1894 à Bakou (Empire russe) et mort le 17 juillet 1958 en Turquie, est un général de brigade turc d’origine azerbaïdjanaise.

## Biographie
Cihangir Berker (Cahangir bey Novruzov) est né en 1894 dans une famille militaire à Bakou. En avril 1920, capitaine du régiment de cavalerie, il se bat contre l'armée russe envahissante[Laquelle ?], puis, quitte la Russie après l'invasion russe pour l’Iran. Après un court séjour en Iran, il se rend à Erzurum avec un régiment de cavalerie et rejoint l'armée de Kazim Karabekir Pacha. En 1921, il fait preuve d’un grand héroïsme sur le champ de bataille de Berne organisé par les dashnaks près de Banliahmad[Quoi ?] et frappe l'avion ennemi avec un feu précis d’artillerie.
Comme il lutte courageusement dans la bataille, le commandant turc lui attribue le titre de « Berker », c’est-à-dire d'homme solide, courageux, guerrier. Plus tard, il mene des batailles réussies dans les campagnes militaires de Cheikh Saïd et Ağrı et en 1928, entre dans l'école militaire pour perfectionner son éducation.
Après avoir été diplômé de l'école d'artilleurs en 1929, il reçoit le grade de colonel. Commandant du régiment d'artillerie à Kütahya, le 30 août 1948, il obtient le grade de général de brigade. Il effectue ses fonctions en tant que commandant du district fortifié d'Izmir et de la frontière arrière et en 1953 se retire du service militaire. Il vit alors dans une maison simple qu'il a construite à Bornova, jusqu'à sa mort.
Il a eu trois filles avec sa femme Vasfiye. Le colonel de cavalerie Baba Behbud, qui a travaillé sous le commandement du général pendant de nombreuses années, écrit dans le magazine Azerbaïdjan publié en Turquie (no 4-5, 1958), que la vie du général Cahangir Bey Berkar Novruzov était consacrée aux arts militaires.